# Bradley (Oklahoma)
Bradley é uma cidade  localizada no estado norte-americano de Oklahoma, no Condado de Grady.

## Demografia
Segundo o censo norte-americano de 2000, a sua população era de 182 habitantes. Em 2006, foi estimada uma população de 198, um aumento de 16 (8.8%).
Segundo o censo, 67 famílias residiam na cidade. A densidade da população era 330 pessoas por quilômetro quadrado. A composição racial da cidade era 90,11% brancos, 4,40% nativos americanos, 1,10% de hispânicos e latinos, 0,55% asiáticos e 3,85% de outras raças.
Havia 67 domicílios, dos quais 41,8% tinham crianças ou adolescentes com menos de 18 anos. 68,7% eram casados e viviam juntos, 6% eram casados mas não viviam juntos e 20,9% não eram casados. 6% de todos os domicílios eram idosos de mais de 65 anos de idade que viviam sozinhos. O tamanho médio da família foi de 3,08 pessoas.
Na cidade a população foi avaliada com 29,7% com menos de de 18 anos de idade, 6,6% com idade entre 18 a 24, 35,2% com idade entre 25 a 44, 22% com idade entre 45 a 64 e 6,6% com mais de 65 anos de idade. A idade mediana foi de 33 anos. Para cada 100 mulheres havia 106,8 homens. Para cada 100 mulheres com mais de 18 anos, havia 100 homens de maior-idade.
A renda mediana para uma casa na cidade era de $21.429, e a renda mediana para uma família era $20.938. Os homens tiveram uma renda mediana de $17.250 contra $13.333 das mulheres. A renda per capita da cidade era $9.165. Cerca de 22% das famílias e 26,7% da população estavam abaixo da linha da pobreza, incluindo 27,3% daqueles com idade inferior a dezoito anos e 64,7% das pessoas idosas.

## Geografia
De acordo com o United States Census Bureau, Bradley tem uma área de 0,6 km², cuja área em sua totalidade é coberta por terra, sem territórios cobertos por água. Bradley localiza-se a aproximadamente 329 metros (1079 pés) acima do nível do mar.

## Localidades na vizinhança
O diagrama seguinte representa as localidades num raio de 24 km ao redor de Bradley. 